# Westdorf (Wüstung)
Westdorf ist eine Wüstung westnordwestlich von Erdeborn im Landkreis Mansfeld-Südharz in Sachsen-Anhalt, Deutschland. Die heute von der Bahnstrecke Halle–Hann. Münden durchschnittene alte Dorfstätte wurde vermutlich von Erdeborn aus besiedelt und bestand nur kurz. In alten Messtischblättern ist teils noch der alte Friedhof eingezeichnet.

## Geschichte
Westdorf wurde vermutlich im 9. oder 10. Jahrhundert am Nonnegrunndbach am Nordhang des Hornburger Sattels gegründet. Es wurde im Jahre 1197 urkundlich erwähnt, als Probst Ludolf von Kaltenborn die St.-Jakobi-Kapelle u. a. mit den 8 Mark Einkünften belehnte, die das sog. Westerendorf erzeugte. Mit Mark ist dabei nicht die Deutsche Mark gemeint, sondern eine damalige, weit wertvollere Münzwährung. 
Wenige Hektometer südlich lag im Pohl'schen Grund die heute ebenfalls wüste Ortslage Klein-Hornburg.
Vom 25. April 1813 wurde überliefert, dass während der Napoleonischen Kriege sich beim Westdorfe Kosaken und Franzosen ein Gefecht lieferten.